# Llei contra l'Esclavitud del Canadà

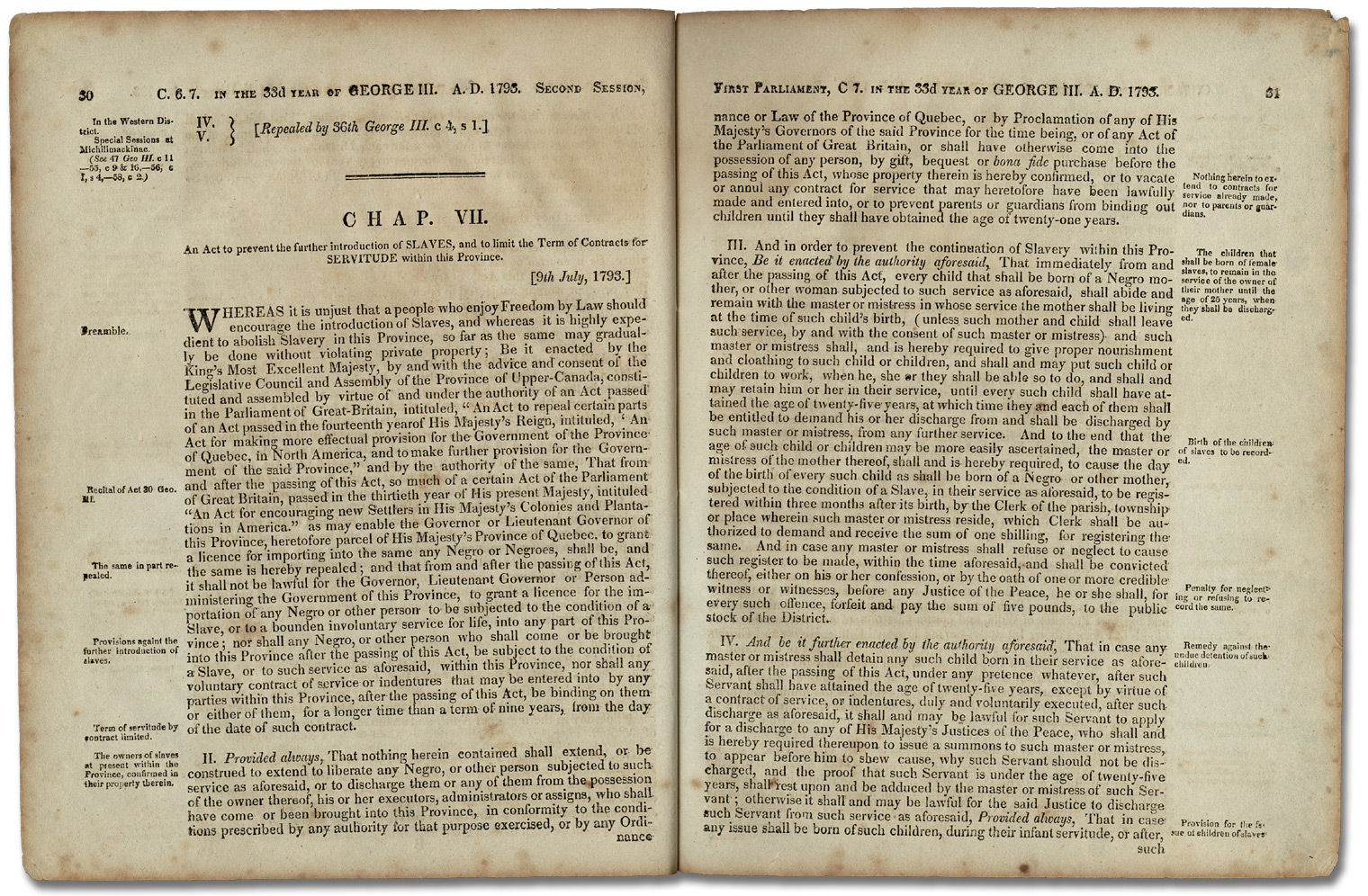
El text de An Act Against Slavery

La Llei contra l'Esclavitud (Act Against Slavery) fou una llei firmada pel sots-governador de la colònia de l'Alt Canadà, John Graves Simcoe el 1793. Ho va fer descrivint l'esclavitud com una ofensa contra el cristianisme.
El 1792 hi havia pocs esclaus a l'Alt Canadà però, comparats al nombre de colons lliures, el seu número no era insignificant. Per exemple a York (Alt Canadà) hi havia 15 afrocanadencs mentre que al Quebec hi vivien uns 1.000 esclaus. A més a més, en l'època en què es va ratificar la Act Against Slavery, el nombre d'esclaus que hi havia a l'Alt Canadà s'havia incrementat significativament amb l'arribada de refugiats lleialistes que portaven els seus esclaus i servents.
Durant la trobada inaugural del Consell Executiu de l'Alt Canadà, el març del 1793, Simcoe va sentir la història de Chloe Cooley, una esclava que havia estat extreta violentament del Canadà per a ser venuda als Estats Units. Alguns dels membres de l'Assemblea Legislativa de l'Alt Canadà que eren propietaris d'esclaus estaven en contra del desig de Simcoe d'abolir l'esclavitud i per això, el resultat de la Llei fou un compromís. El fiscal general John White va ser el que va redactar la major part del text. Dels setze membres de l'Assemblea, n'hi havia com a mínim sis que tenien esclaus.
La llei, titulada An Act to Prevent the further Introduction of Slaves and to limit the Term of Contracts for Servitude within this Province establia que tots els esclaus de la província havien de romandre esclaus fins a la seva mort, però que no es podrien importar nous esclaus a l'Alt Canadà i que els nadons nascuts de les dones esclaves haurien d'ésser alliberats als 25 anys.
A la pràctica, aquesta llei va fer que l'Alt Canadà fos la primera Colònia britànica que va abolir l'esclavitud. La llei fou vàlida fins que el 1833 el Parlament Britànic va signar la Llei d'Abolició de l'Esclavitud de 1833 en la qual abolia l'esclavitud a la majoria dels territoris de l'Imperi Britànic.

## Seqüeles
El 1798, el polític Christopher Robinson va introduir un projecte de llei a l'Assemblea Legislativa per tal de perseguir la importació de nous esclaus. Aquest projecte de llei va passar l'Assemblea però no va ser acceptada pel Consell Legislatiu del Segon Parlament de l'Alt Canadà.
Hi va haver milers de voluntaris afrocanadencs que van lluitar com a voluntaris a la Guerra anglo-americana de 1812-1815. El Fiscal General John Robinson (fill de Christopher) va declarar que els residents afrocanadencs s'havien d'alliberar i que les corts de justícia del Canadà havien de protegir la seva llibertat.